# لک (ارومیه)
لک، روستایی است از توابع بخش نازلو و در شهرستان ارومیه استان آذربایجان غربی ایران. مردم این روستا لک تبار و لک زبان هستند که از زمان بنیان گذاری حکومت کریم خان زند در این روستا مستقر شدند روایت ها گفته شده دال بر این است که مردم عموم روستا از نسل خان آغیس کولیوند وردی که از مهاجران خاوه دلفان لرستان بود هستند و از نسل مادری از مادری عرب تبار که همسر خان بود هستند هر سال در این روستا برای نشان احترام به جد بزرگشان ایین های مختلفی را اجرا میکنند و جد بزرگ را از همرزمان و جنگ اوران و یاوران کریم خان زند می دانند هستند که  یکی از نخبگان شبکه موبایل در این روستا میباشد 

## جمعیت
این روستا در دهستان نازلوی شمالی قرار داشته و بر اساس سرشماری سال ۱۳۸۵ جمعیت آن ۱۵۹ نفر (۵۰ خانوار)
بوده‌است.

## تاریخچه و حدود
طبق اظهارنظر برخی از اهالی مسن این روستا، در گذشته گرداگرد روستای لک را دیواری به عرض حدود ۴ متر در بخشهای شمالی و غربی احاطه می‌نمود. در قسمت شرقی آن نیز تپه نارین قلعه قرار داشته‌است. ارتفاع تپه نارین قلعه بگونه‌ای بوده که بر فراز آن دریاچه ارومیه قابل تشخیص بوده‌است. در بخش جنوبی روستا نیز نهر قره چای جریان داشت. پل سیدالنسا از جمله راه‌های ارتباطی روستا به قسمت جنوبی (که کلاً باغ اربابی نامیده می‌شد)، بوده و در بخش شرقی روستا به موازات دیوار پیرامونی احداث گردیده بود. لازم بذکر است حدود مذکور در بین دو نهر بند حصار از شمال و رودخانه قره چای در جنوب قرار داشته‌است. بدین ترتیب در گذشته، روستای لک به‌شکل نیم دایره با شعاع حدود ۲ تا ۳ کیلومتر محدود به موارد ذکر شده، بود.
در حال حاضر اثری از دیوار پیرامونی روستا باقی نمانده و حدود کنونی روستا از شمال به روستای حصار، از غرب به روستای پَر و از جنوب به نهر انگنه می‌رسد. رودخانه قره چای نیز امروزه از میان روستا عبور می‌نماید. طبق اطلاعات بدست آمده از ریش سفیدان روستا که ایشان نیز از پدران خود مطالبی را بیاد دارند، روستای لک در گذشته بالغ بر ۱٬۰۰۰ خانوار را در خود جای می‌داده و به دلیل موقعیت استراتژیک آن، مکان امنی در مقابل تجاوزات اواخر جنگ جهانی اول از سوی ارامنه (جیلولوخ) و اکراد تحت فرماندهی اسماعیل (سمکو) سیمیتقو، بحساب می‌آمده‌است. بزرگی روستا بقدری بوده که دارای یک باب سنگک پزی، سه گورستان، مغازه‌های آهنگری و… بوده‌است. شمای تقریبی این روستا در گذشته (حدود ۱۰۰ سال پیش) در شکل روبرو آورده شده‌است.